# Grammomys kuru
Grammomys kuru е вид бозайник от семейство Мишкови (Muridae).

## Разпространение
Видът е разпространен в Ангола, Габон, Гана, Демократична република Конго, Екваториална Гвинея, Камерун, Кот д'Ивоар, Либерия, Нигерия, Руанда, Того, Уганда и Централноафриканска република.